# Salaccinae
Salaccinae es una subtribu de plantas con flores perteneciente a la subfamilia Arecoideae dentro de la familia Arecaceae. Tiene los siguientes géneros.

## Géneros
Según GRIN
- Eleiodoxa (Becc.) Burret
- Lophospatha Burret = Salacca Reinw.
- Salacca Reinw.
- Salakka Reinw. ex Blume, = Salacca Reinw.